# Pee Pee Island
Pee Pee Island je malý ostrov nacházející se v provincii Newfoundland a Labrador na východě Kanady. Je jedním ze čtyř ostrovů ve Witless Bay Ecological Reserve, do které byl zařazen v roce 1983. Krátce po přidání byl ostrov přejmenován z původního Pebble Island na jeho současný název. Nejstudenějším měsícem v roce je únor (až −6 °C) a nejteplejším srpen (až 14 °C). Nejvlhčím měsícem je červenec (71 mm).